# 格劳斯
格劳斯，是西班牙阿拉贡自治区韦斯卡省的一个市镇。总面积300平方公里，总人口3136人（2001年），人口密度10人/平方公里。